# Schwalbe Classic
La Schwalbe Classic, anciennement Cancer Council Helpline Classic puis People's Choice Classic et Down Under Classic, est une course cycliste professionnelle courue dans la ville australienne d'Adélaïde sous forme de critérium. Elle se dispute sur un circuit long d'1,7 km que les coureurs ont à effectuer trente fois. L'épreuve se déroule en soirée, en préambule du Tour Down Under, première épreuve UCI World Tour de la saison.

## Palmarès
La course se nomme Cancer Council Helpline Classic ou Down Under Classic de 2006 à 2012, puis devient à partir de l'édition 2013 la People's Choice Classic. Elle change de nom à partir de l'édition 2019 et redevient Down Under Classic, puis Schwalbe Classic l'année suivante.
| Année                   | Vainqueur        | Deuxième             | Troisième           |
| ----------------------- | ---------------- | -------------------- | ------------------- |
| Down Under Classic      |                  |                      |                     |
| 2006                    | Robbie McEwen    | Daniele Colli        | Simone Cadamuro     |
| 2007                    | Mark Renshaw     | Hilton Clarke        | Simon Clarke        |
| 2008                    | André Greipel    | Mark Renshaw         | Robbie McEwen       |
| 2009                    | Robbie McEwen    | Wim Stroetinga       | Graeme Brown        |
| 2010                    | Greg Henderson   | Christopher Sutton   | André Greipel       |
| 2011                    | Matthew Goss     | Mark Renshaw         | Robbie McEwen       |
| 2012                    | André Greipel    | Edvald Boasson Hagen | Heinrich Haussler   |
| People's Choice Classic |                  |                      |                     |
| 2013                    | André Greipel    | Matthew Goss         | Greg Henderson      |
| 2014                    | Marcel Kittel    | André Greipel        | Caleb Ewan          |
| 2015                    | Marcel Kittel    | Juan José Lobato     | Wouter Wippert      |
| 2016                    | Caleb Ewan       | Giacomo Nizzolo      | Adam Blythe         |
| 2017                    | Caleb Ewan       | Sam Bennett          | Peter Sagan         |
| 2018                    | Peter Sagan      | André Greipel        | Caleb Ewan          |
| Down Under Classic      |                  |                      |                     |
| 2019                    | Caleb Ewan       | Peter Sagan          | Alexander Edmondson |
| Schwalbe Classic        |                  |                      |                     |
| 2020                    | Caleb Ewan       | Elia Viviani         | Simone Consonni     |
| 2023                    | Caleb Ewan       | Jordi Meeus          | Kaden Groves        |
| 2024                    | Jhonatan Narváez | Natnael Tesfatsion   | Isaac Del Toro      |
| 2025                    | Sam Welsford     | Henri Uhlig          | Matthew Brennan     |